# Valoura
Valoura ist eine Gemeinde (Freguesia) im portugiesischen Kreis (Concelho) von Vila Pouca de Aguiar. In ihr leben 295 Einwohner (Stand 19. April 2021).

## Verwaltung
Valoura ist Sitz einer gleichnamigen Gemeinde (Freguesia). Folgende Orte liegen in der Gemeinde:
- Cubas
- Valoura
- Vila do Conde